# Tom Burke (acteur)
Pour les articles homonymes, voir Tom Burke et Burke.
Tom Burke est un acteur britannique né le 30 juin 1981 dans le Kent. Il a joué notamment Athos dans la série de la BBC The Musketeers (2014-2016).

## Biographie

### Jeunesse
Tom Burke est né à Londres et a grandi dans le Kent. Il est le fils de David Burke et de Anna Calder-Marshall qui sont aussi acteurs. Il est le petit-fils de l'écrivain Arthur Calder-Marshall.
Burke a toujours voulu être acteur. Dans son enfance, il participait aux pièces de théâtre que ses parents montaient dans leur ville.
Étant enfant, Burke a été diagnostiqué dyslexique et il avait des difficultés scolaires. Il quitte l'école à 17 ans pour se lancer dans sa carrière. Il entre à la Royal Academy of Dramatic Art (RADA) à l'âge de 18 ans.

### Carrière
Tom Burke obtient son premier rôle en 1999 dans le film Cœur de dragon : Un nouveau départ. Il continue par la suite de travailler à la télévision, avec par exemple une apparition dans Casanova dans lequel il joue le fils du personnage principal joué par David Tennant et Peter O'Toole.
En 2012, il rejoint le casting principal de la série de la BBC 2 The Hour dans laquelle il joue le journaliste Bill Kendall.
Depuis janvier 2014, il joue le mousquetaire Athos dans la série de la BBC The Musketeers, basée sur Les Trois Mousquetaires d'Alexandre Dumas.
Depuis 2016, il joue également le rôle de Fedya Dolokhov, le psychotique soldat de l'armée russe, dans la nouvelle série de la BBC War and Peace, inspirée du roman Guerre et Paix de Léon Tolstoï.
Au cinéma, il joue Billy, le frère aîné de Ryan Gosling dans Only God Forgives en 2013. La même année, il a un rôle secondaire dans The Invisible Woman de Ralph Fiennes.

## Filmographie

### Au cinéma
- 1999  : Cœur de dragon : Un nouveau départ (Dragonheart: A New Beginning) de Doug Lefler : Roland
- 2003 : The Burl de Toby Tobias : Connor
- 2004 : Squaddie de Conor McDermottroe : Andy
- 2004 : Rochester, le dernier des libertins (The Libertine) de Laurence Dunmore : Vaughan
- 2006 : The Enlightenment de Julia Ford : Daniel
- 2007 : I Want Candy de Stephen Surjik : John « Baggy » Bagley
- 2007 : Supermarket Sam de Caz Roberts : Sam
- 2007 : The Collectors de Tim Elliott : Edgar
- 2008 : Donkey Punch de Olly Blackburn : Bluey
- 2008 : Telstar: The Joe Meek Story de Nick Moran : Geoff Goddard
- 2008 : Chéri de Stephen Frears : Vicomte Desmond
- 2008 : Death in Charge de Devi Snively : Oncle Sean
- 2008 : Roar d'Adam Wimpenny : Mick
- 2010 : The Kid de Nick Moran : M.. Hayes
- 2010 : Troisième étoile à droite (Third Star) de Hattie Dalton : Davy
- 2012 : An Enemy to Die For de Peter Dalle : Terrence
- 2012 : Menace d'état (Cleanskin) de Hadi Hajaig : Mark
- 2013 : Only God Forgives de Nicolas Winding Refn : Billy
- 2013 : The Invisible Woman de Ralph Fiennes : George Wharton Robinson
- 2014 : The Hooligan Factory de Nick Nevern : Bullet
- 2019 : The Souvenir de Joanna Hogg ; Anthony
- 2020 : The Show de Mitch Jenkins : Fletcher Davis
- 2020 : Mank de David Fincher : Orson Welles
- 2021 : True Things de Harry Wootliff : Blond
- 2022 : The Wonder de Sebastián Lelio : William Byrne
- 2022 : Vivre (Living) d'Oliver Hermanus : Sutherland
- 2024 : Furiosa : Une saga Mad Max (Furiosa: A Mad Max Saga) de George Miller : Prétorien Jack
- 2025 : The Insider (Black Bag) de Steven Soderbergh : Freddie Smalls

### À la télévision
- 1999 : Dangerfield, épisode Something Personal (6.11) : Gavin Kirkdale
- 1999 : All the King's Men de Julian Jarrold : Détective privé Chad Batterbee
- 2003 : Jeux de pouvoir (State of Play), épisodes 1.3-6 : Syd
- 2003 : The Young Visiters de David Yates : Horace
- 2003 : POW, épisode 1.3 : Robbie Crane
- 2004 : Bella and the Boys de Brian Hill : Lee
- 2004 : Meurtres à l'anglaise (The Inspector Lynley Mysteries), épisode In Pursuit of the Proper Sinner (3.1) : Julian Britton
- 2005 : Casanova, épisode 1.3 : Jack à 20 ans
- 2005 : The Brief, épisode 2.2 : Dan Ottway
- 2005 : Jericho, épisode A Pair of Ragged Claws (1.1) : Edward Wellesley
- 2005 : All About George, épisodes 1.2-6 : Paul
- 2006 : Number 13, court métrage de Pier Wilkie : Edward Jenkins
- 2006 : Dracula de Bill Eagles : Dr. John Seward
- 2007 : The Trial of Tony Blair de Simon Cellan Jones : l'éditeur
- 2007 : Heroes and Villains, épisode Napoleon (1.1) : Napoléon Bonaparte
- 2008 : In Love with Barbara de Tim Whitby : Ronald Cartland
- 2009 : Hercule Poirot, épisode The Clocks (12.1) : Lieutenant Colin Race

- 2011 : De grandes espérances (Great Expectations) : Bentley Drummle
- 2012 : The Hour, épisodes 2.2-6 : Bill Kendall
- 2013 : Heading Out, épisode 1.6 : Ben
- 2014-2016 : The Musketeers : Athos
- 2014 : Utopia, épisode 2.1 : Philip Carvel
- 2016 : War and Peace de Tom Harper : Fedya Dolokhov
- 2017-2025 : C.B. Strike (Strike) : Cormoran Strike
- 2019 : Responsible Child de Nick Holt : William Ramsden
- 2020 : The Crown, saison 4, épisode 7 : Derek « Dazzle » Jennings
- 2022 : The Lazarus Project : Rebrov